# 名古屋港線
名古屋港線（なごやみなとせん）は、かつて日本貨物鉄道（JR貨物）が保有していた山王信号場 - 名古屋港駅間の東海道本線貨物支線の通称である。東臨港線、臨港線、名古屋港臨港線などとも呼ばれた。

## 歴史
名古屋港周辺に建設された貨物支線のうち、最も古い歴史を持つのがこの路線である。1911年（明治44年）に名古屋駅を起点として、名古屋港で船との提携による貨物輸送を行うために建設された。後には、名古屋市場駅（名古屋市中央卸売市場への輸送）への貨物支線や堀川口駅までの延伸もなされ、昭和半ばまで貨物輸送で賑わいを見せることになった。
しかしJRの前身である日本国有鉄道（国鉄）での貨物輸送の衰退に伴い、山王信号場 - 名古屋港駅間以外の区間はすべて廃止され、名古屋港駅そのものの設備も縮小し、近年では週に3往復レールを輸送するための列車が走るだけの路線となっていた。
当路線での旅客輸送は、開業から2か月間だけ実施された後は散発的に行われた。1937年（昭和12年）の名古屋汎太平洋平和博覧会に際して臨時駅の名古屋博覧会前駅を設置し、名古屋駅との間にシャトル列車を運行した（会期の途中からは、当時最新鋭のキハ43000形気動車も使用）。太平洋戦争中の1942年（昭和17年）に定期の旅客輸送が再開されたが、戦争末期の1944年（昭和19年）いっぱいで再び廃止された。昭和30年代には貨物列車の後部に旅客車を増結し、混合列車として沿線にある中日スタヂアム（→ナゴヤ球場）への観客輸送を行った事があり、東海旅客鉄道（JR東海）が発足した1987年（昭和62年）から1994年（平成6年）の間にも、同社が第二種鉄道事業者免許を収得してナゴヤ球場近くにナゴヤ球場正門前駅と呼ばれる臨時駅を建設し、同線に観客輸送のための臨時列車を設定した事がある（詳細は、正門前駅の記事を参照）。
もともと名古屋方では、単線の中央本線に並行して線路が敷設されていたが、中央本線の複線化に際して当路線の線路を中央本線下り線に転用することになり、1962年（昭和37年）10月に中央本線から山王信号場で名古屋港線が分岐する形態に改められた。その後、名古屋 - 山王信号場間は中央本線と名古屋港線の重複区間となっていたが、JR東海の発足時に路線の重複は解消され、当路線は山王信号場を起点とする路線に変更された。これにより、東海道本線の支線でありながら、東海道本線と直接接続せず中央本線から分岐する路線となった。
また、名古屋港 - 堀川口間には海を跨ぐため、跳開式の可動橋が存在した。名古屋港跳上橋と言われ、設計は山本卯太郎である。これは1980年（昭和55年）の路線廃止後も橋桁を上げた状態で固定されながら保存されており、1999年（平成11年）には登録有形文化財建造物に登録され、2009年（平成21年）2月には近代化産業遺産となっている。
2023年（令和5年）9月19日、JR貨物は名古屋港線の第一種鉄道事業廃止を国土交通省に届け出て、2024年（令和6年）4月1日に廃止された。廃止理由として「今般、名古屋港駅での（貨物）取り扱いがなくなる見通しとなったため」としている。ただし2024年1月25日の運転が事実上の最終列車であった。
なお、名古屋市営バスの「臨港線踏切」停留所（名古屋市営地下鉄名港線東海通駅から西へ徒歩5分）は、2025年7月時点では停留所名は改称されていない。

### 年表
- 1911年（明治44年）
  - 5月1日 ： 名古屋港線 名古屋 - 名古屋港間（5.0M≒8.05km）が開業。名古屋港駅新設。
  - 6月28日 ： 旅客営業開始。
- 1915年（大正4年）2月24日 ： 旅客営業廃止。
- 1916年（大正5年）12月8日 ： 八幡聯絡所新設。白鳥線 八幡聯絡所 - 白鳥間（1.1M≒1.77km）が開業。
- 1922年（大正11年）4月1日 ： 八幡聯絡所を八幡信号場に変更。
- 1927年（昭和2年）2月 ： 名古屋港跳上橋竣工。
- 1928年（昭和3年）1月19日 ： 名古屋港線 名古屋港 - 堀川口間（1.2M≒1.93km）延伸開業[6]。なお当該区間は東神倉庫が敷設し愛知県に寄付したもので当初は県有鉄道であったが、同年に国有鉄道に移管されている[2]。
- 1930年（昭和5年）4月1日 ： 白鳥線の起点を八幡信号場から名古屋駅に変更 (+0.3km) （名古屋 - 八幡間が名古屋港線との重複区間となる）。マイル表示からメートル表示に変更（名古屋 - 堀川口間 6.2M→9.9km、八幡信号場 - 白鳥間 1.1M→1.9km）。
- 1937年（昭和12年）3月15日 名古屋汎太平洋平和博覧会に際して臨時駅の名古屋博覧会前駅を設置し、名古屋駅との間で旅客輸送を実施。6月1日廃止。
- 1942年（昭和17年）8月10日 ： 名古屋 - 名古屋港間で旅客営業再開。八幡信号場 - 名古屋港間に東海橋乗降場を開設。
- 1945年（昭和20年）
  - 1月1日 ： 名古屋 - 名古屋港間の旅客営業廃止。東海橋乗降場廃止。
  - 1月8日 ： 白鳥駅から名古屋市卸売市場へ至る専用線が開業。
- 1949年（昭和24年）10月27日・12月4日 ： 名古屋 - 八幡信号場間に中日球場前乗車場を開設。両日とも1日限りの営業で、乗車のみ可能であった。
- 1954年（昭和29年）1月1日 ： 堀川口駅移転 (+1.5km)。
- 1957年（昭和32年）2月1日 ： 専用線を国鉄線に変更し、白鳥線 白鳥 - 名古屋市場間 (1.2km) が延伸開業。
- 1962年（昭和37年）10月10日 ： 名古屋駅 - 八幡信号場間に山王信号場を開設、名古屋駅 - 山王信号場間は中央本線と共用の複線となる。
- 1971年（昭和46年）7月31日 ： 稲沢 - 名古屋 - 名古屋港間の貨物列車を最後に、蒸気機関車の使用を停止。
- 1978年（昭和53年）10月1日 ： 白鳥 - 名古屋市場間 (1.2km) が廃止。
- 1980年（昭和55年）10月1日 ： 名古屋港 - 堀川口間 (3.4km) が廃止。
- 1982年（昭和57年）11月15日 ： 名古屋 - 八幡信号場 - 白鳥 (4.9km) 間廃止。
- 1987年（昭和62年）
  - 4月1日 ： 国鉄分割民営化により、JR貨物が山王信号場 - 名古屋港間 (6.2 km)を継承。名古屋 - 山王信号場間 (1.8 km)は中央本線（JR東海が第一種鉄道事業者・JR貨物が第二種鉄道事業者）のみに属することとなり、東海道本線の本線とは直接接続しなくなる。
  - 7月1日 ： 山王信号場 - 八幡信号場間にナゴヤ球場正門前駅を設置。JR東海の第二種鉄道事業（山王信号場 - 名古屋港間 6.2km）開業、臨時列車の運行を開始。
- 1994年（平成6年）10月8日 ： 翌年3月16日の東海道本線尾頭橋駅開業を控え、10.8決戦があったこの日限りでナゴヤ球場正門前駅を廃止。JR東海の第二種鉄道事業廃止。
- 2024年（令和6年）
  - 1月25日 ： 最後の運行。（正式な廃止は後述する4月1日）
  - 4月1日 ： 山王信号場 - 名古屋港間 (6.2 km) が廃止[4]。

## 路線データ
- 管轄（事業種別）：日本貨物鉄道（第一種鉄道事業者）
- 路線距離：山王信号場 - 名古屋港駅間 6.2km
- 駅数：1
- 信号場数：2
- 勾配数 : 21
- 複線区間：なし（全線単線）
- 電化区間：なし（全線非電化）
- 閉塞方式：
  - 山王信号場 - 八幡信号場間：自動閉塞[3]
  - 八幡信号場 - 名古屋港駅間：タブレット閉塞[3]

## 駅一覧
- （貨）：貨物駅、（臨）：臨時駅、*：廃駅
- 全駅愛知県名古屋市内に所在

| 駅名                      | 営業キロ | 接続路線               | 所在地 |
| ------------------------- | -------- | ---------------------- | ------ |
| 山王信号場                | 0.0      | 東海旅客鉄道：中央本線 | 中川区 |
| （臨）*ナゴヤ球場正門前駅 | 0.7      |                        | 中川区 |
| 八幡信号場                | 1.2      | 白鳥線（下記参照）     | 中川区 |
| *東海橋乗降場             | 4.2      |                        | 港区   |
| *名古屋博覧会前駅         | 4.7      |                        | 港区   |
| （貨）名古屋港駅          | 6.2      |                        | 港区   |
| *（貨）堀川口駅           | 9.6      |                        | 港区   |

| 駅名                | 営業キロ | 接続路線               | 所在地 |
| ------------------- | -------- | ---------------------- | ------ |
| 八幡信号場          | 0.0      | 名古屋港線（上記参照） | 中川区 |
| *（貨）白鳥駅       | 1.9      |                        | 熱田区 |
| *（貨）名古屋市場駅 | 3.1      |                        | 熱田区 |